# Soňa Pertlová
Sonia Pertlová (en tchèque : Soňa Pertlová) est une joueuse d'échecs tchèque née le 24 mars 1988 à Třinec, en Tchécoslovaquie et morte le 8 mai 2011 dans la même ville,.

## Palmarès dans les compétitions jeunes
Sonia Pertlová remporte le championnat de Tchéquie d'échecs des filles de moins de 12 ans en 2000, celui des filles de moins de 16 ans en 2002 et celui des filles de moins de 20 ans en 2007. L'année précédente, elle est deuxième au championnat des moins de 18 ans.

## Parcours échiquéen adulte

### Matchs pour l'équipe nationale tchèque
Sonia Pertlova a joué pour l'équipe nationale tchèque lors de l'Olympiade d'échecs de 2008 à Dresde, en Allemagne. Elle a marqué 4 points en 6 matchs tout en étant traitée pour un cancer. Elle joue aussi lors des championnats d'Europe d'échecs des nations féminins en 2005 et 2009. 

### Présentatrice de télévision
Sonia Pertlova a présenté plusieurs fois des émissions à la télévision tchèque, notamment dans l'émission V šachu (qui signifie "aux échecs"),,.

## Normes internationales
Elle a reçu le titre de maître FIDE féminin en 2006 et de maître international féminin (MIF) en 2008. 

## Décès
Sonia Pertlova a lutté plusieurs années contre un cancer. De vraies alertes sont survenues lors d'un tournoi en 2008. Elle a dû annuler le tournoi en raison de douleurs insupportables. Les médecins lui ont décelé une forme rare et très dangereuse de cancer. Sonia Pertlova décide alors de lutter contre la maladie. Avec l'aide de puissants médicaments, elle peut jouer lors l'Olympiade d'échecs de 2008 à Dresde, et commence une chimiothérapie juste après. Après un an de soins médicaux intensifs, elle semble remise et recommence la compétition. Elle obtient le meilleur résultat individuel des joueuses tchèques lors du championnat d'Europe par équipe en atteignant une première norme de grand maître féminin. Mais le cancer revient. En septembre 2010, elle est paralysée pendant le tournoi de Rijeka. Les médecins ne lui donnaient plus beaucoup d'espoir. Elle mourra le 8 mai 2011 des suites de sa maladie. 